# West-Vlaanderen (1713)

West-Vlaanderen in de Verenigde Nederlandse Staten (1790).

In de 18e eeuw was er een provincie West-Vlaanderen, min of meer los van de rest van het graafschap Vlaanderen, die niet mag verward worden met de huidige provincie West-Vlaanderen.
Bij de Vrede van Utrecht in 1713 moest Frankrijk een deel van de vroeger veroverde gebieden, die deel uitmaakten van de Franse provincie Vlaanderen, terug afstaan aan de Staten-Generaal van de Verenigde Provinciën. De Republiek moest ze echter wel onder Oostenrijks gezag brengen, behalve dat de troepen er mochten gehandhaafd worden in de zogenaamde barrièresteden. 
Tegen de wens van de bevolking in werden deze gebieden niet opnieuw opgenomen in het graafschap Vlaanderen. De nieuwe provincie was sterk onderworpen aan het centraal gezag en had niet het recht om in te stemmen met belastingen.
Het ging om het zuidelijke deel van het huidige West-Vlaanderen, met de steden Poperinge, Veurne, Lo, Diksmuide, Ieper, Roeselare, Komen en Waasten, Wervik en Menen. Anderzijds moest het Nederlandse leger de streek rond Rijsel terug aan Lodewijk XIV afstaan. 
De door Frankrijk geannexeerde gebieden in 1713 die weer Nederlands werden, vormden de hele achttiende eeuw een afzonderlijke provincie. De gedeelten van Komen, Waasten, Neerwaasten en Wervik die aan de Franse kant van de Leie lagen en oorspronkelijk bij de Nederlanden hoorden en waar er toen nog een Vlaams dialect werd gesproken, bleven definitief in Frankrijk. Deze gedeelten staan bekend als Zuid-Wervik en Frans-Komen. 
In 1790 deden de staten van West-Vlaanderen afzonderlijk mee aan het unieverdrag van de Verenigde Nederlandse Staten. Dat unieverdrag voorzag wel dat de staten van Vlaanderen en West-Vlaanderen zich mochten herenigen.